# R Doradus
R Doradus (också kallad HD 29712) är en röd jättestjärna och en halvregelbunden variabel av SRB-typ, som är belägen i den sydliga stjärnbilden Svärdfisken. 
Avståndet från jorden är 178 ± 10 ljusår. Med en vinkeldiameter på 0,057 ± 0,005 bågsekunder är detta den skenbart största stjärnan på himlen (bortsett från Solen) sett från jorden, större än Betelgeuse som man länge trodde var den stjärna som hade störst skenbar diameter. R Doradus verkliga diameter på 515 ± 70 miljoner km är dock bara en tredjedel av Betelgeuses, men Betelgeuse framstår som mindre eftersom den ligger mycket längre bort. Om man placerade R Doradus mitt i solsystemet så skulle den sträcka sig en bra bit utanför Mars omloppsbana.
R Doradus skenbara magnitud varierar mellan 4,8 och 6,6 vilket gör att den är nätt och jämnt synlig för blotta ögat. I infrarött är den dock en av de starkast lysande stjärnorna med en ljusstyrka 6 500 ± 1 400 gånger Solens.